# Corralejo
Corralejo is een toeristische stad, die aan de noordzijde van het Canarische eiland Fuerteventura ligt, in de gemeente La Oliva. Corralejo is niet ver verwijderd met de boot van het Canarische eiland Lanzarote.
Corralejo is een populaire badplaats met veel mogelijkheden voor watersport, zoals windsurfen, kitesurfen en golfsurfen.
Ten noorden van Corralejo ligt een klein vulkanisch eiland, Isla de Lobos dat zo goed als onbewoond is, met een vulkaantop van ruim 120 meter hoog. De omgeving van Corralejo heeft veel weg van de Sahara en is omgeven door haar vele zandduinen die tot aan zee uitlopen in zandstranden. Corralejo ligt ca. 35 km van het vliegveld van Fuerteventura en ca. 30 km van de hoofdstad Puerto del Rosario. Deze stad heeft haar bekendheid mede te danken aan het lange zandstrand (ca. 12 km). In het achterland van Corralejo ligt het Natuurpark Corralejo (El Jable), dat bestaat uit stuifduinen.